# БА-64-З
БА-64-З («Зимовий») — дослідний радянський напівгусеничний (лижно-гусеничний) легкий по масі снігохідний бронеавтомобіль періоду Другої світової війни. Розроблений влітку 1942 року в КБ Горьківського автомобільного заводу, побудований в січні 1943 року в єдиному екземплярі. Не прийнятий на озброєння через недоліки конструкції, що призвели до низької швидкості, маневреності та економічності..

## Історія створення
Бронеавтомобиль БА-64-З був розроблений влітку 1942 року за пропозицією інженера С. С. Строєва в конструкторському бюро Горьківського автомобільного заводу під керівництвом В. А. Грачова. Основою для робіт послужив дослідний снігохідний вантажний автомобіль ГАЗ-СХ, що був обладнаний оригінальним снігохідним рушієм конструкції радянського вченого та винахідника С. С. Неждановського та добре показав себе на випробуваннях.
Дослідний зразок машини був виготовлений в січні 1943 року шляхом конверсії примірника серійного БА-64. З 30 січня по 10 лютого того ж року машина проходила заводські випробування.
На випробуваннях БА-64-З показав чудову прохідність по сніжній цілині будь-якої глибини сніжного покриву, що досягалося завдяки оригінальній конструкції рушія, що забезпечувала питомий тиск 0,15 — 0,17 кгс/см2 та надійний рух по снігу. В той же час, випробування виявили кілька суттєвих недоліків машини. Значне занурення рушія в сніг (що досягало 250 мм при загальній глибині снігового покриву 700 мм) призвело до низької маневреності. Потужність двигуна ГАЗ-ММ виявилася недостатньою, і випробування показали незадовільні швидкісні якості машини: фактична середня швидкість склала 16 км/год по накатаній дорозі та всього 7,6 км/год по горбистій сніжній цілині, при розрахунковій швидкості 27,8 км/год. Крім того, випробування показали дуже високі витрати пального, що доходили до 1,5 л на 1 км.
Зважаючи на виявлені на випробуваннях істотні недоліки, які важко усунути, подальші роботи по бронеавтомобілю були припинені, проте оцінка перспективності самого рушія була позитивною.

## Опис конструкції
Загальне компонування машини було ідентичне базовій. Не зазнав змін броньовий корпус, склад озброєння, силова установка і трансмісія. Основною відмінністю БА-64-З від базової машини була повністю нова ходова частина.

### Ходова частина
Ходова частина машини — лижно-гусенична, з керованим переднім мостом з лижами та тяговим гусеничним рушієм конструкції С. С. Неждановського. Для установки рушія з серійної машини демонтувались роздавальна коробка, карданні вали, задній та передній тягові мости, передні ресори, амортизатори, гальмівна система, запасне колесо та крила.
Новий передній поворотний міст з однією поперечною ресорою та розпірною вилкою від вантажного автомобіля ГАЗ-АА кріпився на двох додаткових поперечинах, встановлених на рамі бронеавтомобіля. На цапфи поворотних кулаків переднього мосту були навішені дві знімні лижі від напівгусеничного автомобіля ГАЗ-60.
Задній тяговий міст був запозичений від автомобіля ГАЗ-АА та підданий доопрацюванню: був перероблений привід від відкритого карданного валу з шарнірами на голчастих підшипниках (по типу ГАЗ-64) та встановлені нові ресорні подушки.
Гусеничний рушій, стосовно одного борту, складався зі спеціальної коробчастого січення несучої лижі шириною 375 мм, шарнірно (через опори з підшипниками) прикріпленої до колодиці тягового мосту, а також з укріпленого на гальмівному барабані верхнього тягового колеса з одинадцятьма зубцями та чотирьох здвоєних опорних котків, встановлених з боків несучої частини лижі; крайні опорні котки виконували також функцію напрямних коліс і були обладнані механізмами натягу. Гусеничні стрічки машини — подвійні, крупноланкові, обладнані поперечними пластинами шириною 57 мм, виконаними із штабової ресорної сталі і розташованими вертикально у вигляді лопаток з кроком 196 мм. Гусениці огинали лижі знизу по опорним коткам.
Оригінальна конструкція гусеничного рушія забезпечувала вкрай високу прохідність та надійність руху на сніжній цілині за рахунок постійного ущільнення несучими лижами верхнього шару снігу, що відштовхується лопатками гусениць.